# Martin Benson
Martin Benjamin Benson (Londra, 10 agosto 1918 – Markyate, 28 febbraio 2010) è stato un attore britannico noto per aver interpretato il ruolo di Kralaholme nel musical teatrale The King and I (1951) e nella sua versione cinematografica, Il re ed io (1956).

## Biografia
Di famiglia ebraica (il padre era un droghiere russo e la madre polacca fuggiti dalla Russia dopo la Rivoluzione d'ottobre), compì gli studi alla Tottenham Grammar School e durante la seconda guerra mondiale servì nel secondo reggimento della Royal Artillery. Nel dopoguerra, insieme ad Arthur Lowe fondò una compagnia teatrale di repertorio al Mercury Theatre di Alessandria d'Egitto. Nel 1951 interpretò Kralaholme nel musical teatrale The King and I e cinque anni più tardi, anche nella sua versione cinematografica, Il re ed io, il ruolo per il quale è maggiormente ricordato.
Debuttò al cinema nel 1942 e in televisione nel 1951, impersonando perlopiù il ruolo del "cattivo" (da citare su tutti Martin Solo in Agente 007 - Missione Goldfinger) ma non trascurando anche ruoli brillanti (Maurice in Uno sparo nel buio) in quasi ottanta pellicole e in una cinquantina di serie. Nel 1957 apparve come guest star nella trasmissione The Jack Benny Program e interpretò il Duca de' Medici nella serie La spada della libertà. Nel 1981 comparve nella serie televisiva Guida galattica per gli autostoppisti, tratto da The Hitchhiker's Guide to the Galaxy di Douglas Adams, nel ruolo di Prostetnic Vogon Jeltz (sebbene irriconoscibile con costume e trucco pesante), capo della flotta Vogon inviata a distruggere la Terra. Negli anni '90 tornò a recitare sui palcoscenici, allo Shakespeare Globe Centre, impersonando famosi attori shakespeariani (Laurence Olivier, John Gielgud e Alec Guinness). L'ultima sua apparizione fu nella serie televisiva Casualty, nel 2005.
Sposatosi una prima volta nel 1957 con Joan Hayward, dalla quale divorziò, si risposa vent'anni più tardi con Joy Swinson-Benson. Ebbe otto figli. Muore nel sonno per cause naturali nel febbraio 2010 all'età di 91 anni.

## Filmografia

### Cinema
- Agguato sul rapido (Suspected Person), regia di Lawrence Huntington (1942)
- Accadde a Praga (The Blind Goddess), regia di Harold French (1948)
- But Not in Vain, regia di Edmond T. Gréville (1948)
- Third Time Lucky, regia di Gordon Parry (1949)
- Imprigionati dal terrore (Trapped by the Terror), regia di Cecil Musk (1949)
- Il peccato di Lady Considine (Under Capricorn), regia di Alfred Hitchcock (1949)
- The Adventures of P.C. 49: Investigating the Case of the Guardian Angel, regia di Godfrey Grayson (1949)
- Il covo dei gangster (ll Get You for This), regia di Joseph M. Newman (1951)
- Mystery Junction, regia di Michael McCarthy (1951)
- Assassin for Hire, regia di Michael McCarthy (1951)
- The Dark Light, regia di Vernon Sewell (1951)
- Notte senza stelle (Night Without Stars), regia di Anthony Pelissier (1951)
- Judgment Deferred, regia di John Baxter (1952)
- The Frightened Man, regia di John Gilling (1952)
- Wide Boy, regia di Ken Hughes (1952)
- Morte di un gangster (The Gambler and the Lady), regia di Patrick Jenkins e Sam Newfield (1952)
- Top of the Form, regia di John Paddy Carstairs (1953)
- Wheel of Fate, regia di Francis Searle (1953)
- Recoil, regia di John Gilling (1953)
- Escape by Night, regia di John Gilling (1953)
- Arrivò l'alba (Never Let Me Go), regia di Delmer Daves (1953)
- Sposa di giorno, ladra di notte (Always a Bride), regia di Ralph Smart (1953)
- Black 13, regia di Ken Hughes (1953)
- Ad ovest di Zanzibar (West of Zanzibar), regia di Harry Watt (1954)
- Prigioniero dell'harem (You Know What Sailors Are), regia di Ken Annakin (1954)
- Le amanti di Monsieur Ripois (Monsieur Ripois), regia di René Clément (1954)
- Il cargo della violenza (Passage Home), regia di Roy Ward Baker (1955)
- Un dottore in altomare (Doctor at Sea), regia di Ralph Thomas (1955)
- Senza respiro (Soho Incident), regia di Vernon Sewell (1956)
- 23 passi dal delitto (23 Paces to Baker Street), regia di Henry Hathaway (1956)
- Il re ed io (The King and I), regia di Walter Lang (1956)
- Istanbul, regia di Joseph Pevney (1957)
- Dottore a spasso (Doctor at Large), regia di Ralph Thomas (1957)
- International Police (Interpol), regia di John Gilling (1957)
- Le schiave della metropoli (The Flesh Is Weak), regia di Don Chaffey (1957)
- Man from Tangier, regia di Lance Comfort (1957)
- Terra di ribellione (Windom's Way), regia di Ronald Neame (1957)
- The Strange World of Planet X, regia di Gilbert Gunn (1958)
- Mare di sabbia (Sea of Sand), regia di Guy Green (1958)
- I due volti del Generale Ombra (The Two-Headed Spy), regia di André De Toth (1958)
- Make Mine a Million, regia di Lance Comfort (1959)
- Ombre sul Kilimanjaro (Killers of Kilimanjaro), regia di Richard Thorpe (1959)
- Ancora una volta con sentimento (Once More, with Feeling!), regia di Stanley Donen (1960)
- The Gentle Trap, regia di Charles Saunders (1960)
- Sands of the Desert, regia di John Paddy Carstairs (1960)
- Ancora una domanda, Oscar Wilde! (Oscar Wilde), regia di Gregory Ratoff (1960)
- Exodus, regia di Otto Preminger (1960)
- I viaggi di Gulliver (The 3 Worlds of Gulliver), regia di Jack Sher (1960)
- Gorgo, regia di Eugène Lourié (1961)
- Cinque ore in contanti (Five Golden Hours), regia di Mario Zampi (1961)
- Il mistero del signor Cooper (A Matter of WHO), regia di Don Chaffey (1961)
- Gli spettri del capitano Clegg (Captain Clegg), regia di Peter Graham Scott (1962)
- Village of Daughters, regia di George Pollock (1962)
- Storia cinese (Satan Never Sleeps), regia di Leo McCarey (1962)
- The Silent Invasion, regia di Max Varnel (1962)
- I tre nemici, regia di Giorgio Simonelli (1962)
- The Fur Collar, regia di Lawrence Huntington (1962)
- Cleopatra, regia di Joseph L. Mankiewicz e Rouben Mamoulian (1963)
- The Secret Door, regia di Gilbert Kay (1964)
- Uno sparo nel buio (A Shot in the Dark), regia di Blake Edwards (1964)
- ...e venne il giorno della vendetta (Behold a Pale Horse), regia di Fred Zinnemann (1964)
- Agente 007 - Missione Goldfinger (Goldfinger), regia di Guy Hamilton (1964)
- Operazione Zanzibar (Mozambique), regia di Robert Lynn (1965)
- Il segreto del mio successo (The Secret of My Success), regia di Andrew L. Stone (1965)
- M 5 codice diamanti (A Man Could Get Killed), regia di Ronald Neame e Cliff Owen (1966)
- The Magnificent Two, regia di Cliff Owen (1967)
- Battle Beneath the Earth, regia di Montgomery Tully (1967)
- La papessa Giovanna (Pope Joan), regia di Michael Anderson (1972)
- Tiffany Jones, regia di Pete Walker (1973)
- Al-risâlah, regia di Moustapha Akkad (1976)
- Il presagio (The Omen), regia di Richard Donner (1976)
- Incontri con uomini straordinari (Meetings with Remarkable Men), regia di Peter Brook (1979)
- Il fattore umano (The Human Factor), regia di Otto Preminger (1979)
- L'oca selvaggia colpisce ancora (The Sea Wolves: The Last Charge of the Calcutta Light Horse), regia di Andrew V. McLaglen (1980)
- Sfinge (Sphinx), regia di Franklin J. Schaffner (1981)
- Il giovane Toscanini, regia di Franco Zeffirelli (1988)
- Le ceneri di Angela (Angela's Ashes), regia di Alan Parker (1999)

### Televisione
- The Passing Show – serie TV, un episodio (1951)
- Chevron Theatre – serie TV, un episodio (1952)
- The Vise – serie TV, 2 episodi (1954-1958)
- Douglas Fairbanks, Jr., Presents – serie TV, 8 episodi (1953-1956)
- Colonnello March (Colonel March of Scotland Yard) – serie TV, episodio 1x14 (1956)
- Sailor of Fortune – serie TV, 2 episodi (1956-1957)
- Assignment Foreign Legion – serie TV, 3 episodi (1957)
- The Adventures of Aggie – serie TV, un episodio (1957)
- The Jack Benny Program – serie TV, un episodio (1957)
- Lancillotto (The Adventures of Sir Lancelot) – serie TV, un episodio (1957)
- Overseas Press Club - Exclusive! – serie TV, un episodio (1957)
- The New Adventures of Martin Kane – serie TV, un episodio (1957)
- O.S.S. – serie TV, un episodio (1957)
- La spada della libertà (Sword of Freedom) – serie TV, 27 episodi (1957-1959)
- Le avventure di Charlie Chan (The New Adventures of Charlie Chan) – serie TV, 2 episodi (1958)
- L'uomo invisibile (The Invisible Man) – serie TV, un episodio (1958)
- White Hunter – serie TV, un episodio (1958)
- The Verdict Is Yours – serie TV, un episodio (1958)
- The Third Man – serie TV, un episodio (1959)
- Dial 999 – serie TV, un episodio (1959)
- The Charlie Drake Show – serie TV, 2 episodi (1960-1961)
- ITV Television Playhouse – serie TV, 3 episodi (1960-1963)
- Gioco pericoloso (Danger Man) – serie TV, 2 episodi (1960-1965)
- Our House – serie TV, un episodio (1960)
- The Four Just Men – serie TV, un episodio (1960)
- On Trial – serie TV, un episodio (1960)
- Interpol Calling – serie TV, un episodio (1960)
- The Army Game – serie TV, un episodio (1960)
- Whack-O! – serie TV, un episodio (1960)
- Alcoa Presents: One Step Beyond – serie TV, 2 episodi (1961)
- No Hiding Place – serie TV, 2 episodi (1961-1965)
- Silent Evidence – serie TV, un episodio (1962)
- Riccardo Cuor di Leone (Richard the Lionheart) – serie TV, 2 episodi (1962)
- The Verdict Is Yours – serie TV, 2 episodi (1962)
- Ghost Squad – serie TV, un episodio (1963)
- Suspense – serie TV, un episodio (1963)
- Il Santo – serie TV, 3 episodi (1963-1967)
- BBC Play of the Month – serie TV, un episodio (1965)
- The Wednesday Play – serie TV, un episodio (1966)
- Court Martial – serie TV, un episodio (1966)
- The Man Who Never Was – serie TV, un episodio (1966)
- Who Is Sylvia? – serie TV, un episodio (1967)
- Theatre 625 – serie TV, 2 episodi (1967)
- The Troubleshooters – serie TV, un episodio (1968)
- Tris d'assi (The Champions) – serie TV, un episodio (1969)
- Gli invincibili (The Protectors) – serie TV, episodio 1x21 (1973)
- The Adventurer – serie TV, un episodio (1973)
- A Little Bit of Wisdom – serie TV, un episodio (1974)
- Thriller – serie TV, un episodio (1976)
- Capitan Onedin (The Onedin Line) – serie TV, un episodio (1977)
- I Professionals (The Professionals) – serie TV, un episodio (1977)
- Gesù di Nazareth, regia di Franco Zeffirelli (1977) – film TV
- The Many Wives of Patrick – serie TV, un episodio (1978)
- Il ritorno di Simon Templar (Return of the Saint) – serie TV, un episodio (1978)
- Telford's Change – serie TV, 2 episodi (1979)
- BBC2 Playhouse – serie TV, un episodio (1980)
- Il brivido dell'imprevisto (Tales of the Unexpected) – serie TV, un episodio (1981)
- The Hitch Hikers Guide to the Galaxy – serie TV, 2 episodi (1981)
- Schoolgirl Chums – serie TV, un episodio (1982)
- The Hello Goodbye Man – serie TV, un episodio (1984)
- Arco di trionfo (Arch of Triumph), regia di Waris Hussein (1984) – film TV
- The Clairvoyant – serie TV, un episodio (1986)
- Wyatt's Watchdogs – serie TV, un episodio (1988)
- Campion – serie TV, un episodio (1989)
- Metropolitan Police (The Bill) – serie TV, un episodio (1989)
- The Camomile Lawn – serie TV, 3 episodi (1992)
- Last of the Summer Wine – serie TV, un episodio (1998)
- Casualty – serie TV, un episodio (2005)

## Doppiatori italiani
Nelle versioni italiane dei suoi film, Martin Benson è stato doppiato da:
- Renato Turi ne Il re ed io, 23 passi dal delitto, Dottore a spasso, Uno sparo nel buio
- Bruno Persa in Gorgo
- Manlio Busoni ne I due volti del generale ombra
- Nando Gazzolo in Storia cinese
- Max Turilli ne I tre nemici
- Sergio Graziani in Agente 007 - Missione Goldfinger